# Rosemarie Weiß-Scherberger
Rosemarie Weiß-Scherberger   (Friburg de Brisgòvia, 19 de juliol de 1935 - Friburg de Brisgòvia, 20 de juliol de 2016)

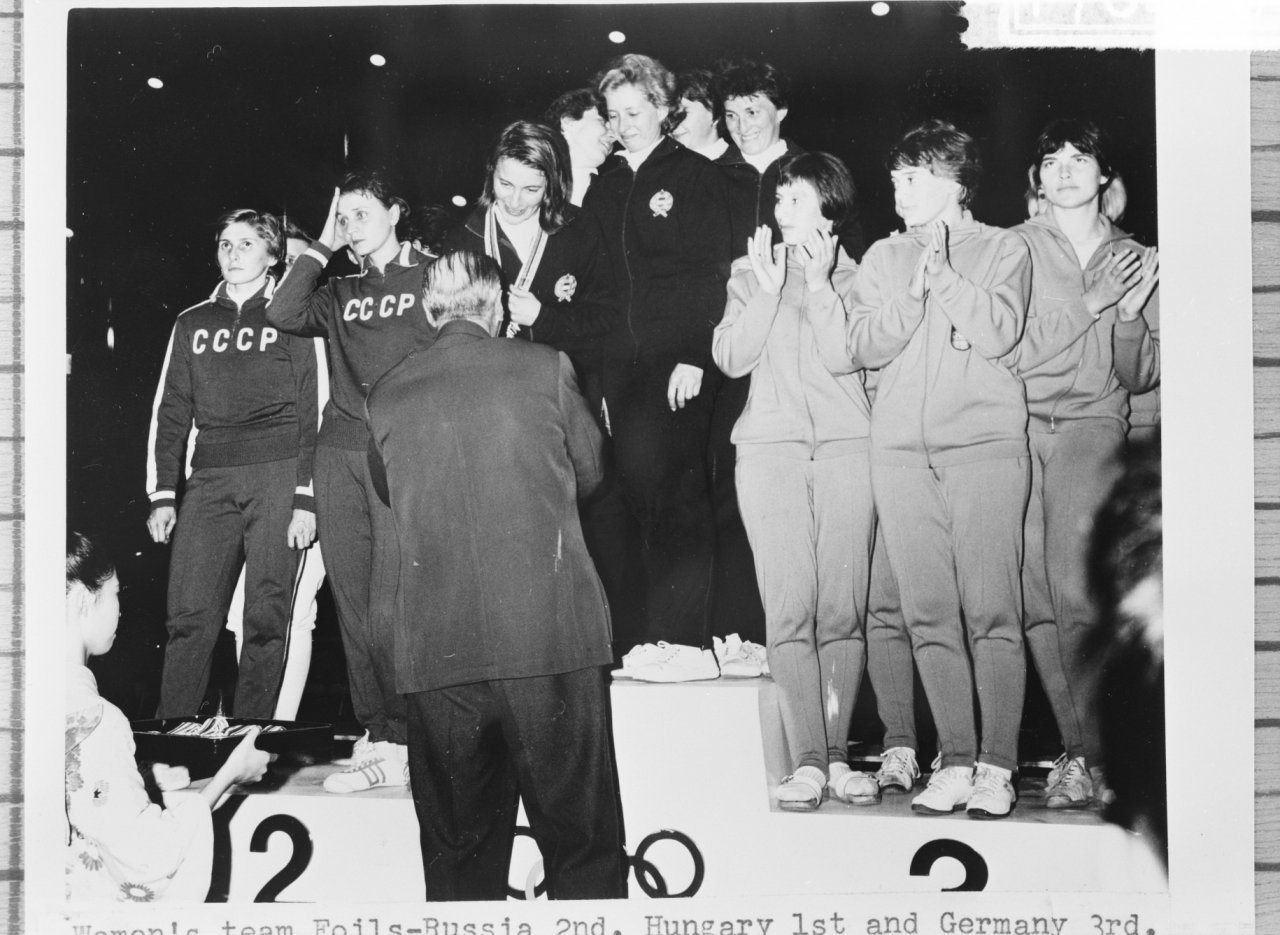
Imatge del podi als Jocs Olímpics d'estiu de 1964.

 fou una tiradora d'esgrima alemanya, especialista en floret, que va competir durant les dècades de 1950 i 1960.
El 1960 va prendre en els Jocs Olímpics d'Estiu de Roma, on disputà dues proves del programa d'esgrima. Fou quarta en la prova del floret per equips, mentre en la del floret individual quedà eliminada en sèries. Quatre anys més tard, als Jocs de Tòquio, va guanyar la medalla de bronze en la prova del floret per equips.
En el seu palmarès també destaca una medalla de bronze al Campionat del món d'esgrima de 1959, així com tres medalles a les Universíades, una d'or, una de plata i una de bronze. A nivell nacional va guanyar el títol individual de floret de 1962.